# Xã Battlefield B, Quận Greene, Missouri
Xã Battlefield B (tiếng Anh: Battlefield B Township) là một xã thuộc quận Greene, tiểu bang Missouri, Hoa Kỳ. Năm 2010, dân số của xã này là 4.199 người.